# Sherman Alexie
Œuvres principales
- Indian Blues
- Danses de guerre

Sherman Joseph Alexie, Jr., né le 7 octobre 1966 à Spokane dans l'État de Washington aux États-Unis, est un romancier, poète et scénariste américain. Il vit aujourd'hui à Seattle et écrit principalement sur les populations amérindiennes.
Sherman Alexie fait partie de la nouvelle génération d'écrivains amérindiens, appelée Renaissance amérindienne par le critique littéraire Kenneth Lincoln, et est sans doute un de ses membres les plus prolifiques avec une quinzaine de livres parus. Le magazine Granta l'a fait figurer dans sa liste des vingt meilleurs romanciers américains.
Ses romans, toujours en partie ou entièrement autobiographiques, sont marqués par un grand réalisme, notamment sur le mode de vie actuel des Amérindiens.

## Biographie
Amérindien né d'un père de la nation Cœur d'Alène et d'une mère de la nation Spokane, Sherman Alexie a grandi dans une réserve près de Seattle, dans l'État de Washington à l'Ouest des États-Unis. Il a étudié a Reardan high school en 1990 Il écrit aussi bien de la poésie que des romans, des nouvelles et même des scénarios. Son recueil de nouvelles Phoenix, Arizona a d'ailleurs été adapté au cinéma en 1998 sous le titre Le Secret des cendres (Smoke Signals) par le réalisateur Chris Eyre ; il s'agit du premier film réalisé, produit, écrit et interprété par des Amérindiens.
Il s'est fait connaître pour son roman Indian Killer (1997), un drame contemporain sur la légende d'un tueur amérindien. Alexie y décrit la misère contemporaine de son peuple, le dénuement matériel et spirituel des jeunes Amérindiens et les ravages causés par l'alcool et la drogue.
Son roman autobiographique de littérature d'enfance et de jeunesse et intitulé Le Premier qui pleure a perdu (The Absolutely True Diary of a Part-Time Indian) remporte le National Book Award for Young People's Literature (en) en 2007.
Quelques vers de son poème Tribal Ceremony sont cités dans le film Jimmy P. (Psychothérapie d'un Indien des Plaines) réalisé par Arnaud Desplechin en 2013.

## Œuvres

### Romans
- Reservation Blues (1995) Publié en français sous le titre Indian blues, traduit par Michel Lederer, Paris, Albin Michel, coll. « Terres d'Amérique », 1997  (ISBN 2-226-08700-1) ; réédition, Paris, 10/18, coll. « Domaine étranger » no 3059, 1999  (ISBN 2-264-02674-X)
- Indian Killer (1996) Publié en français sous le titre Indian killer, traduit par Michel Lederer, Paris, Albin Michel, coll. « Terres d'Amérique », 1998  (ISBN 2-226-09563-2) ; réédition, Paris, 10/18, coll. « Domaine étranger » no 3178, 2000  (ISBN 2-264-02787-8)
- Flight (2007) Publié en français sous le titre Flight, traduit par Michel Lederer, Paris, Albin Michel, coll. « Terres d'Amérique », 2008  (ISBN 978-2-226-18649-2) ; réédition, Paris, 10/18, coll. « Domaine étranger » no 4310, 2010  (ISBN 978-2-264-05043-4)

### Recueils de nouvelles
- The Lone Ranger and Tonto Fistfight in Heaven (1993) Publié en français sous le titre Phoenix, Arizona, et autres nouvelles, traduit par Michel Lederer, Paris, Albin Michel, coll. « Terres d'Amérique », 1999  (ISBN 2-226-10757-6) ; réédition, Paris, 10/18, coll. « Domaine étranger » no 3371, 2002  (ISBN 2-264-03032-1)
- The Toughest Indian in the World (2000) Publié en français sous le titre La Vie aux trousses, traduit par Michel Lederer, Paris, Albin Michel, coll. « Terres d'Amérique », 2001  (ISBN 2-226-12751-8) ; réédition, Paris, 10/18, coll. « Domaine étranger » no 3765, 2005  (ISBN 2-264-03776-8)
- Ten Little Indians (2004) Publié en français sous le titre Dix petits indiens, traduit par Michel Lederer, Paris, Albin Michel, coll. « Terres d'Amérique », 2004  (ISBN 2-226-15496-5)
- War Dances (2009), recueil de nouvelles et poèmes Publié en français sous le titre Danses de guerre, traduit par Michel Lederer, Paris, Albin Michel, coll. « Terres d'Amérique », 2011  (ISBN 978-2-226-22057-8)
- Blasphemy: New and Selected Stories (2012)

### Poésie
- The Business of Fancydancing (1991)
- I Would Steal Horses (1992)
- Old Shirts and New Skins (1993)
- First Indian on the Moon (1993)
- Seven Mourning Songs for the Cedar Flute I Have Yet to Learn to Play (1993)
- Water Flowing Home (poetry, 1995)
- The Summer of Black Widows (1996)
- The Man Who Loves Salmon (1998)
- One Stick Song (2000)
- Dangerous Astronomy (2005)

Anthologie de poèmes parue en français
- Red Blues, traduit par Michel Lederer, Albin Michel, coll. « Terres d'Amérique », (2008)  (ISBN 978-2-226-18650-8)

### Littérature d'enfance et de jeunesse
- The Absolutely True Diary of a Part-Time Indian (2007) Publié en français sous le titre Le Premier qui pleure a perdu, traduit par Valérie Le Plouhinec, Paris, Albin Michel, 2008  (ISBN 978-2-226-18017-9) ; réédition, Paris, Albin Michel-jeunesse, coll. « Wiz », 2013  (ISBN 978-2-226-25174-9)

### Mémoires
- You Don't Have to Say You Love Me (2017)

## Filmographie
- 1998 : Le Secret des cendres (Smoke Signals), film américain réalisé par Chris Eyre, scénario de Sherman Alexie d'après son recueil de nouvelles Phoenix, Arizona (The Lone Ranger and Tonto Fistfight in Heaven)
- 2002 : The Business of Fancydancing, film américain écrit, produit et réalisé par Sherman Alexie
- 2003 : 49?, court métrage documentaire réalisé par Eric Frith, scénario de Sherman Alexie

## Distinctions
- Quatre fois gagnant du concours de poésie World Heavyweight Poetry Champion, de 1998 à 2001
- 1996 : American Book Awards pour Indian Blues (Reservation Blues)
- 1999 : classement dans "Les 20 écrivains du XXIe siècle" dans The New Yorker
- 2005 : Prix Pushcart pour le poème Avian Nights
- 2007 : National Book Award for Young People's Literature pour Le Premier qui pleure a perdu (The Absolutely True Diary of a Part-Time Indian)
- 2010 : PEN/Faulkner Award pour Danses de guerre
- 2013 : Prix John-Dos-Passos

## Sur quelques livres

### Danses de guerre
Le recueil se compose de onze nouvelles, Effraction, Ornithologie de nuit, Danses de guerre, Catéchisme, Le fils du sénateur, Chien invisible au bout d'une laisse, La ballade de Paul Néanmoins, La théorie du big bang, Effrayante symétrie, Haïku catholique romain, Sel, chacune étant précédée et suivie d'un des douze courts poèmes.